# Longevent
Le Longevent est une rivière du département de l'Ain, dans la région Auvergne-Rhône-Alpes, dans le bassin versant du Rhône de l'Ain à la Saône.

## Géographie
Le Longevent est une rivière de l'Ain d'une longueur de 13,3 km, prenant sa source sur la commune de Saint-Éloi, au sud de l'Étang de la Lansardière, à 279 m d'altitude. 
Il coule globalement du nord-ouest vers le sud-est.
Il traverse la ville de Meximieux avant de disparaître entre les lieux-dits Mussingre et la Forché, au nord de l'aérodrome de Pérouges - Meximieux, à 215 m d'altitude.

### Communes et canton traversées

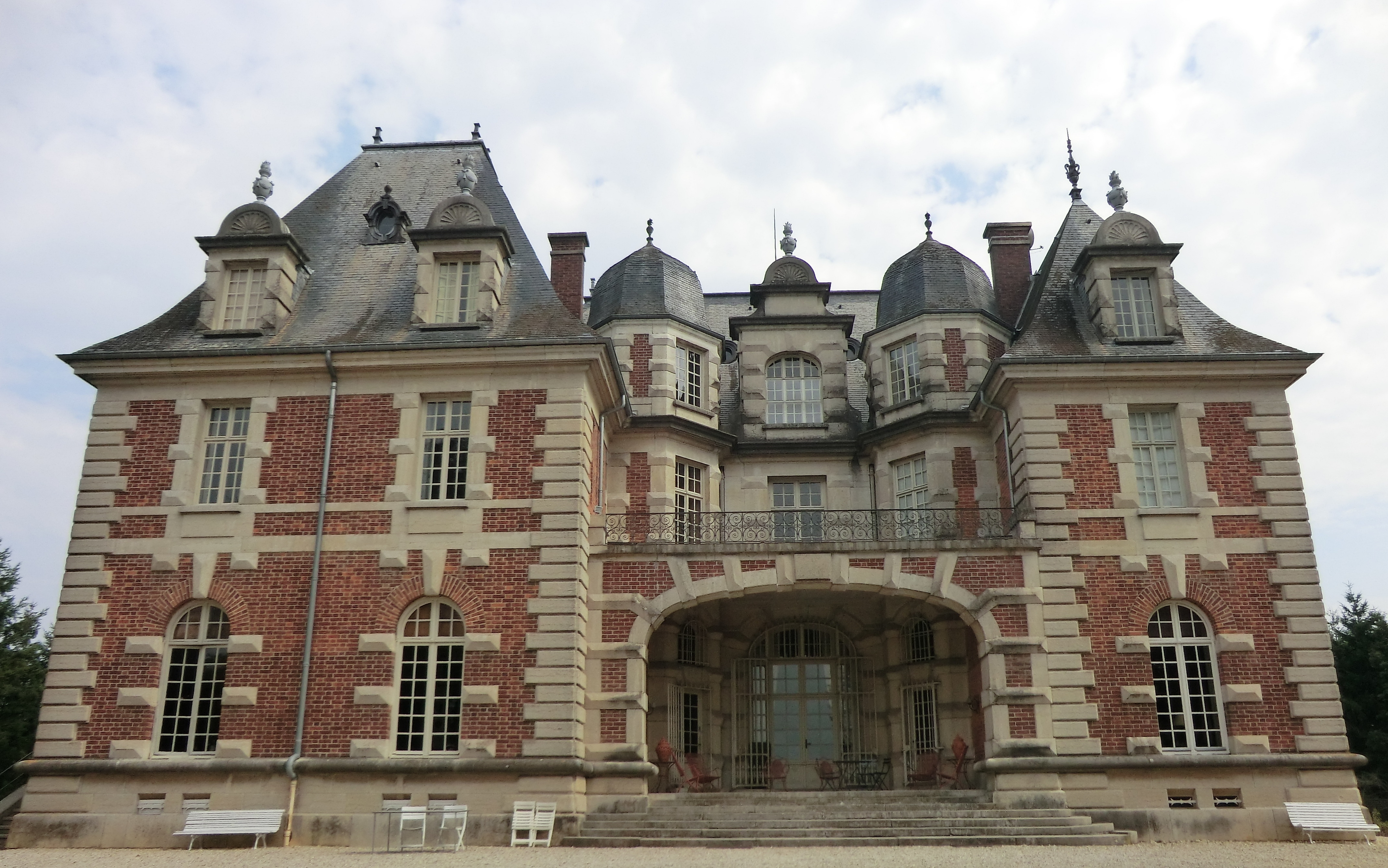
le château de Joyeux.

Dans le seul département de l'Ain, le Longevent traverse cinq communes et un seul canton :
- dans le sens amont vers aval : Joyeux (source), Rignieux-le-Franc, Saint-Éloi, Meximieux, Pérouges (perte).

Soit en termes de cantons, le Longevent prend source et a sa perte dans le même canton de Meximieux, dans l'arrondissement de Bourg-en-Bresse.

## Affluent
Le Longevent n'a pas d'affluent référencé. Pourtant le Vairon est référencé par l'AAPPMA
- le Vairon (rd[note 1]), 5 km sur la seule commune de Saint-Éloi.

Le rang de Strahler est donc de deux. 

## Aménagements
Sur son cours, on trouve les lieux-dits : le moulin du Battoir (Meximieux), les Musatières avec des nombreux barrages, vestiges des années 1960 où les moulins étaient en activité sur la rivière, un bassin de pisciculture, le château de la Rouge (Pérouges).

## Pêche
Le Longevent est un cours d'eau de première catégorie. L'AAPPMA concernée a son siège à Meximieux et concerne les trois cours d'eau : la Toison 14,8 km, le Vairon et le Longevent,. La population piscicole est donc de truite fario et de truitelles sauvages.